# 悲剧的诞生

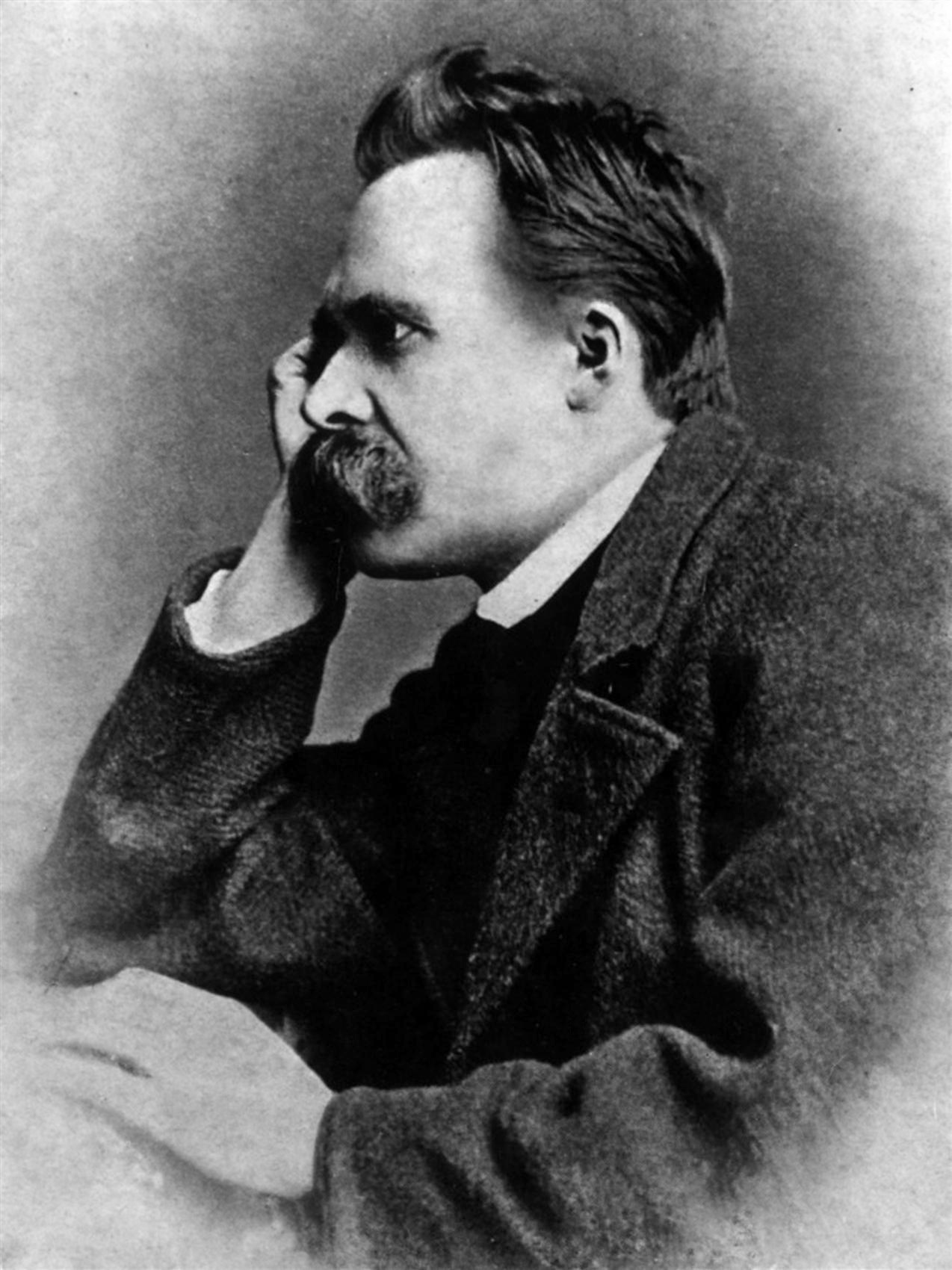
尼采

《悲劇的誕生》（德語：Die Geburt der Tragödie aus dem Geiste der Musik）是德国哲學家尼采於1872年出版的作品，是其處女作。在1886的再版中，尼采又添加了一篇序言，名為《自我批判的嘗試》。
這本書原本是尼采拿來獻給當時仍為他所崇拜的華格納的美學著作，此書中尼采未完全擺脫華格納及叔本華的影響，但有許多個人的創見，這些創見也成為尼采日後思想的起源。
此書表面上是探討悲劇的起源，實際上是討論現代社會過度重視理性所帶來的文化價值危機。尼采在書中指出从古希腊时代发展起来的理性传统（以阿波罗式的艺术为象征）在很大程度上压制了人的主观感受和直觉，同时还否定和逃避了人类悲剧和疯狂的事实。而酒神代表的感性或者说非理性，恰恰是肯定人性和真实的，同时也是这个时代所需要的。
尼采在後來的自傳《瞧！這個人》中，指出此書最偉大的兩個洞見：一是發現酒神精神作為人生救贖的力量；二是指出蘇格拉底的出現實為古希臘文化衰微的原因。